# 奧納 (佛羅里達州)
奧納（英語：Ona）是位於美國佛羅里達州哈迪縣的一個人口普查指定地區。

## 地理
奧納的座標為27°28′25″N 81°55′08″W / 27.47361°N 81.91889°W，而該地最高點為海拔高度27米（即89英尺）。

## 人口
根據2010年美國人口普查的數據，奧納的面積為69.20平方千米，當中陸地面積為69.20平方千米，而水域面積為0.00平方千米。當地共有人口314人，而人口密度為每平方千米4人。